# Consonne occlusive injective palatale voisée
La consonne occlusive injective palatale est un son consonantique existant dans certaines langues. Le symbole dans l'alphabet phonétique international est [ʄ].

## Caractéristiques
Voici les caractéristiques de la consonne occlusive injective palatale :
- Son mode d'articulation est occlusif, ce qui signifie qu'elle est produite en obstruant l’air du chenal vocal.
- Son point d'articulation est dit palatal (v. consonne palatale), ce qui signifie qu'elle est articulée avec le milieu ou l'arrière de la langue contre le palais rigide.
- Sa phonation est voisée, ce qui signifie que les cordes vocales vibrent lors de l’articulation.
- C'est une consonne orale, ce qui signifie que l'air ne s’échappe que par la bouche.
- C'est une consonne centrale, ce qui signifie qu’elle est produite en laissant l'air passer au-dessus du milieu de la langue, plutôt que par les côtés.
- Son mécanisme de courant d'air est ingressif glottal, ce qui signifie qu'elle est articulée grâce à un mouvement de l'air vers l'arrière produit par un abaissement de la glotte.

## Langues
Le français ne possède pas le [ʄ].
| Langue | Mot | Transcription | Sens                 |
| ------ | --- | ------------- | -------------------- |
| Sindhi | जा॒रो  | [ʄaro]        | « toile d'araignée » |
| 'bëlï  | ꞌja | [ ʄà]         | « épouse »           |
| 'bëlï  | ꞌja̱ | [ ʄá]         | « courir »           |